# Reuland, Luxemburg
Reuland är en ort i Luxemburg.   Den ligger i distriktet Luxemburg, i den centrala delen av landet, 18 kilometer nordost om huvudstaden Luxemburg. Reuland ligger 355 meter över havet och antalet invånare är 196.
Terrängen runt Reuland är platt.  Runt Reuland är det ganska tätbefolkat, med 72 invånare per kvadratkilometer.. Närmaste större samhälle är Luxemburg, 17,7 kilometer sydväst om Reuland. 
Omgivningarna runt Reuland är en mosaik av jordbruksmark och naturlig växtlighet.